# Conodonti
Clade
Les Conodonti sont un clade d'euconondontes (« vrais conodontes »).
Selon Fossilworks, le taxon est au rang de la classe, alors que pour The Taxonomicon il se situe au rang de la sous-classe (sites consultés le 19 janvier 2021).

## Phylogénie
▲

 └─o Conodonta (éteint)

     ├─? Paraconodontida (éteint)

     └─o Euconodonta (éteint)

         ├─o Proconodontida (éteint)

         └─o Conodonti (éteint)

             ├─o Protopanderodontida (éteint)

             └─o Prioniodontida (éteint)

Les Conodonti forment le taxon frère des Proconodontida au sein de l'infra-classe des Euconodonta ou « conodontes vrais ». Ils se divisent en deux sous-groupes : les Protopanderodontida et les Prioniodontida.